# Writers and Illustrators of the Future
Writers of the Future (WOTF) ist ein 1983 vom Scientology-Gründer L. Ron Hubbard gegründeter Wettbewerb, zu dem Autoren des Science-Fiction- und Fantasy-Genres (SFF) ihre Werke einreichen können. Der Wettbewerb richtet sich ausdrücklich an Amateur- und Neuautoren. Die von einer Kommission ausgewählten besten Geschichten werden jährlich in Buchform herausgegeben. Die Preise sind mit für Anfängerautoren attraktiven Geldprämien verbunden. Seit 1986 wird ein Workshop für Neuautoren veranstaltet. Parallel dazu existiert seit 1988 der Wettbewerb Illustrators of the Future, der sich an Illustratoren des SFF-Genres richtet. Der Wettbewerb hat insbesondere in der US-amerikanischen SFF-Szene einen beachtlichen Bekanntheitsgrad. Die Preisverleihung findet im Rahmen aufwendiger Galaveranstaltungen statt. Veranstalter des Wettbewerbs ist die Firma Author Services Inc., Inhaber der Marken Writers of the Future und Illustrators of the Future ist die Church of Spiritual Technology, eine Organisation von Scientology. Die Nähe des Wettbewerbs zu Scientology führte zu Kritik.

## Regeln

### Teilnahmebedingungen
Autoren können eigene Werke in englischer Sprache einreichen, die bis zu 17.000 Worte umfassen dürfen. Erwünscht sind Werke, die den Genres Science-Fiction, Fantasy oder Dark Fantasy zuzuordnen sind, nicht jedoch Gedichte und Kindergeschichten. Die eingereichten Werke dürfen noch nicht kommerziell veröffentlicht worden sein. Die Autoren müssen keine Rechte abtreten. Jeder Teilnehmer darf nur ein Werk pro Quartal einsenden. Die Jury kann Werke ausschließen, die unangemessene Darstellungen von Gewalt oder sexuellen Handlungen enthalten. Es wird keine Teilnahmegebühr erhoben. Pro Quartal, beginnend am 1. Oktober, wählt die Jury drei Quartalspreisträger aus, die eine Prämie von 1000, 750 bzw. 500 US-Dollar erhalten. Einmal im Jahr, das am 30. September abschließt, wird in den Kategorien „Autor“ bzw. „Illustrator“ jeweils ein Hauptpreisträger ermittelt, der den mit 5000 US-Dollar dotierten „L. Ron Hubbard Gold Award“ erhält. Einsprüche gegen die Entscheidungen der Jury sind ausgeschlossen.

### Auswahlkommission
Die Auswahlkommission ist nach Eigendarstellung von WOTF mit professionellen und etablierten Autoren des Genres besetzt. Erster Koordinator der Jury war Algis Budrys, der weitere namhafte Autoren als Juroren einführte. Auf ihn folgte K. D. Wentworth. Weitere Juroren waren unter anderen Theodore Sturgeon, C. L. Moore, Anne McCaffrey, Frederik Pohl und Robert Silverberg.

### Veröffentlichungen
Jährlich wird ein Sammelband mit den von der Jury ausgewählten Geschichten unter dem Titel L. Ron Hubbard Presents Writers of Future veröffentlicht. 2016 erschien Band 32 bei Galaxy Press Inc.

## Preisträger

### Hubbard Lifetime Achievement Award For Outstanding Contributions To The Arts
Von 1997 bis 2007 wurde der Hubbard Lifetime Achievement Award an bekannte Science-Fiction-Autoren für ihr Lebenswerk verliehen. Preisträger waren:
- 2007 Charles N. Brown
- 2006 Larry Niven
- 2006 Jerry Pournelle
- 2004 Anne McCaffrey
- 2003 Robert Silverberg
- 2001 Algis Budrys
- 2000 Frederik Pohl
- 1999 Frank Kelly Freas
- 1998 Jack Williamson
- 1997 Frank Frazetta

### Golden Pen Award
Preisträgers des Writers of the Future Contests waren:
- 2018 Darci Stone: Mara's Shadow
- 2017 Jake Marley: Acquisition
- 2016 Matt Dovey: Squalor and Sympathy
- 2015 Sharon Joss: Stars That Make Dark Heaven Light
- 2014 Randy Henderson: Memories Bleed Beneath the Mask
- 2013 Tina Gower: Twelve Seconds
- 2012 David Carani: The Paradise Aperture
- 2011 R. P. L. Johnson: In Apprehension, How Like a God
- 2010 Laurie Tom: Living Rooms
- 2009 Emery Huang: The Garden of Tian Zi
- 2008 Ian McHugh: Bitter Dreams
- 2007 Stephen Kotowych: Saturn in G Minor
- 2006 Brandon Sigrist: Life on the Voodoo Driving Range
- 2005 John Schoffstall
- 2004 William T. Katz: The Plastic Soul of a Note
- 2003 Matthew Candelaria: Trust is a Child
- 2002 Dylan Otto Krider: Eating, Drinking, Walking
- 2001 Meredith Simmons: Magpie
- 2000 Gary Murphy: Pulling Up Roots
- 1999 Scott Nicholson: The Vampire Shortstop
- 1998 Brian Wightman: Nocturne's Bride
- 1997 Morgan Burke: A Prayer for the Insect Gods
- 1996 Arlene C. Harris: His Best Weapon
- 1995 Julia H. West: Sea of Chaos
- 1994 Alan Barclay: Schrödinger's Mousetrap
- 1993 Karawynn Long: Adjusting the Moon
- 1992 Brian Burt: The Last Indian War
- 1991 James C. Glass: Georgi
- 1990 James Alan Gardner: The Children of Crèche
- 1989 Gary Shockley: The Disambiguation of Captain Shroud
- 1988 Nancy Farmer: The Mirror
- 1987 Dave Wolverton: On My Way to Paradise
- 1986 Robert Touzalin: Mudpuppies

### Golden Brush Award
Preisträgers des Illustrators of the Future Contests waren:
- 2018 Kyna Tek
- 2017 Michael Michera
- 2016 Adrian Massaro
- 2015 Michelle Lockamy
- 2014 Trevor Smith
- 2013 Aldo Katayanagi
- 2012 Hunter Bonyun
- 2011 Irvin Rodriguez
- 2010 Seth J. Rowanwood
- 2009 Oleksandra Barysheva
- 2008 Brittany J. Jackson
- 2007 Lorraine Schleter
- 2006 Eldar Zakirov
- 2005 Erik Valdez y Alanis
- 2004 Laura Diehl
- 2003 Mike Lawrence
- 2002 Irena Yankova Dimitrova
- 2001 Andy B. Clarkson
- 2000 Frank Wu & Yana Yavdoshchook
- 1999 Yuri Chari
- 1998 Paul Marquis
- 1997 Eric Lee Williams
- 1996 Richard Moore
- 1995 Dale Ziemianski
- 1994 Jana Komarek
- 1993 Denis Martynec
- 1992 Evan T. Thomas
- 1991 Sergey V. Poyarkov
- 1990 Derek J. Hegsted

## Kritik

### Organisatorische Verflechtungen mit Scientology
Die Nähe des Wettbewerbs zu Scientology und seinen zahlreichen Unterorganisationen führte zu Kritik. Initiator des Wettbewerbs war der Scientology-Gründer L. Ron Hubbard, der sich in seinen frühen Jahren als Science-Fiction-Autor betätigt hatte. Der Wettbewerb war ursprünglich von dem Verlagshaus  Bridge Publications veranstaltet worden, das Hubbards eigene Werke verlegte und vertrieb, darunter das Scientology-Zentralwerk Dianetik. Nach Hubbards Tod 1986 gingen die Marken „Writers of the Future“ und „Illustrators of the Future“ an die Scientology-Organisation Church of Spiritual Technology über. Aktuell (2017) ist der Verlag Author Services Inc. (ASI) als Veranstalter des Wettbewerbs angegeben. Verantwortliche Person ist Joni Labaqui. Die jährlich herausgegebenen Sammelbände der prämierten Geschichten erscheinen bei Galaxy Press Inc., ein ebenfalls zur Church of Spiritual Technology gehörendes Unternehmen.
Von Beteiligten des Wettbewerbs wurde übereinstimmend immer wieder betont, der Wettbewerb sei von Scientology vollkommen unabhängig. Verbindungen zwischen den Juroren und Scientology seien nicht erkennbar und im Hinblick auf die Reputation der Juroren auch unwahrscheinlich. Aufgrund der engen und teilweise kaum durchschaubaren Verflechtungen beteiligter Personen und Organisationen wurde dies jedoch bezweifelt. Das veranstaltende Unternehmen ASI tritt als Verlagshaus auf, das laut Eigendarstellung die „literarischen, dramatischen und musikalischen Werke“ L. Ron Hubbards verlegt. Das zur Church of Spiritual Technology gehörende Unternehmen hält jedoch laut Billing/Sauer die Rechte an sämtlichen Werken Hubbards, also auch an denen, die Grundlage von Scientology und seiner Organisationen sind. ASI sei theoretisch in der Lage, Scientology oder einzelnen Organisationen das Recht zur Nutzung von Hubbards Werken zu entziehen.
Die Wochenzeitung The Village Voice wies 2012 darauf hin, dass eine Trennung zwischen dem Wettbewerb und Scientology kaum vorstellbar sei, da Author Services Inc. unter direkter Aufsicht von David Miscavige stehe und er von seiner Wohnung aus einen direkten Zugang zu den Büros des Unternehmens habe.
Der Autor Jim C. Hines, einer der Preisträger, setzte sich 2012 mit dem Preis kritisch auseinander. Er sei sich nicht mehr sicher, dass der Wettbewerb und Scientology voneinander zu trennen seien. Ein weiterer Preisträger, der Autor und Physiker Carl Frederick, distanzierte sich von dem Wettbewerb.

### Verbindungen zu Scientology-Strafeinrichtung
Wiederholt wurde berichtet, dass Scientology seit den frühen 2000er Jahren in der Nähe von Los Angeles auf der sogenannten „Scientology Int. Base“ eine Strafanstalt unterhält, die unter dem Namen „The Hole“ (Das Loch) bekannt wurde. In diese wurden in Ungnade gefallene Funktionsträger eingewiesen, einzelnen Angaben zufolge unmenschlichen Behandlungen unterzogen und zur Ablage von Geständnissen bzw. zu Denunziationen gedrängt. Barbara Ruiz, seinerzeit geschäftsführende Direktorin von Author Services Inc., habe Miscavige 2004 beim Betrieb der Einrichtung geholfen. Sie habe die Resultate dieser sogenannten „Beichten“ (confessionals) dort untergebrachter Funktionsträger an Miscavige weitergemeldet. Im gleichen Jahr habe sie mit Miscavige an der Preisverleihungsgala teilgenommen. Barbara Ruiz sei inzwischen verschwunden und nicht mehr auffindbar.

### Durchführung der Veranstaltungen
Teilnehmer des Wettbewerbs bestätigten, dass Scientology als Organisation kaum wahrnehmbar gewesen sei. Insbesondere sei keinerlei Werbung für Scientology betrieben worden. Organisatoren hätten es teilweise sogar ausdrücklich abgelehnt, im Umfeld der Veranstaltungen über Scientology zu sprechen. Es seien Bücher Hubbards beworben worden, jedoch nur solche ohne offensichtlichen Scientology-Bezug. Die Organisatoren hätten sich als Scientology-Angehörige zu erkennen gegeben, seien jedoch höflich und zurückhaltend gewesen. Teil der Veranstaltungen sei allerdings  ein Besuch in einem L. Ron Hubbard gewidmeten Museum gewesen, in dem auch Geräte mit Scientology-Bezug wie das E-Meter ausgestellt gewesen wären. Ferner sei ein kurzer Film über Scientology gezeigt worden. Preisträger seien angehalten worden, in ihren Reden dem 1986 verstorbenen Hubbard zu danken. In den Workshops, bei denen Orson Scott Card, Tim Powers und Ian Watson als Referenten auftraten, sei Lehrmaterial von L. Ron Hubbard verwendet worden. Die Workshops finden in den Räumen von ASI statt.
Die Preisverleihungsfeierlichkeiten wurden bis 2002 meistens in den Räumen von ASI abgehalten. Seit 2003 finden sie überwiegend in renommierten Gebäuden in der Metropolregion Los Angeles statt, wie im Beverly Hills Hotel (2003), im Hotel Roosevelt (2009) und im Wilshire Ebell Theatre (seit 2012). Das Missverhältnis zwischen der Höhe der Preisgelder und den vermuteten Kosten für die aufwendigen Galaveranstaltungen stieß auf Kritik. Es wurde vermutet, dass der Wettbewerb tatsächlich dazu diene, das Ansehen Hubbards in der Literatur und speziell im Science-Fiction-Genre zu verbessern. Die von den Sponsoren Bridge Publications und Author Services Inc. veranstalteten Feierlichkeiten seien derart verschwenderisch, dass sie gleichermaßen mit Freude und Abscheu wahrgenommen worden wären. Ein Preisträger, der Illustrator Frank Wu, beschrieb eine „Fake-Hollywood“-Atmosphäre, Carl Frederick berichtete von durchorganisierten Veranstaltungen, glamourösen Dachgarten-Parties und Paparazzi – nach seinen Angaben „das volle Programm (...they give you the whole works).“ Zweck der Veranstaltung sei es sicherlich, Hubbard zu bewerben.